# XAMPP
XAMPP — безкоштовна багатоплатформова збірка вебсервера з відкритим початковим кодом, що містить HTTP-сервер Apache, базу даних MariaDB, MySQL й інтерпретатори скриптів для мов програмування PHP та Perl, а також додаткові бібліотеки, що дозволяють запустити повноцінний вебсервер.

## Етимологія
XAMPP - це акронім: 
- 'X' (будь-яка з чотирьох операційних систем)
- 'A'pache
- 'M'ySQL
- 'P'HP
- 'P'erl.

## Пакети XAMPP
Повний пакет містить: 
- Web-сервер Apache з підтримкою SSL
- СКБД MySQL
- Утиліту phpMyAdmin.
- PHP
- FTP-сервер FileZilla
- Perl
- Сервлет контейнер Apache Tomcat
- POP3/SMTP сервер
- Для windows надається панель для управлінням встановленими на сервері засобами XAMPP Control Panel

XAMPP працює з усіма 32-х розрядними ОС Microsoft (у Windows 98 працює тільки Apache, не працює MySQL), а також з Linux, Mac OS X і Solaris. Програма вільно розповсюджується згідно з ліцензією GNU General Public License і є безкоштовним, зручним у роботі web-сервером, здатним обслуговувати динамічні сторінки. Кількість завантажених пакетів XAMPP у жовтні 2008 року — 775064 завантажень (33280 Гб).
На сьогоднішній день xampp є однією з найкращих збірок вебсервера, за допомогою цієї збірки ви зможете швидко розгорнути на своєму комп'ютері повноцінний і швидкий вебсервер. 

### XAMPP для Linux
Пакет для Linux протестований на Ubuntu, SuSE, RedHat, Mandriva, Debian і включає: Apache, MySQL, PHP 5 + PHP 4 & PEAR, Perl, ProFTPD, phpMyAdmin, OpenSSL, GD, Freetype2, libjpeg, libpng, gdbm, zlib, expat, Sablotron, libxml, Ming, Webalizer, pdf class, ncurses, mod_perl, FreeTDS, gettext, mcrypt, mhash, eAccelerator, SQLite і IMAP C-Client, FPDF. 
Спочатку не запускається при кожному запуску системи і тому його потрібно запускати вручну, однак його можна пристосувати до постійного запуску при кожному старті системи.

### XAMPP для Mac OS X
Пакет для Mac OS X включає: Apache, MySQL, PHP & PEAR, SQLite, Perl, ProFTPD, phpMyAdmin, OpenSSL, GD, Freetype2, libjpeg, libpng, zlib, Ming, Webalizer, mod_perl, eAccelerator, phpSQLiteAdmin. 

### XAMPP для Solaris
Пакет для Solaris розроблено та протестовано на Solaris 8, протестований на Solaris 9 містить: Apache, MySQL, PHP & PEAR, Perl, ProFTPD, phpMyAdmin, OpenSSL, Freetype2, libjpeg, libpng, zlib, expat, Ming, Webalizer, pdf class. 
Дана версія XAMPP також знаходиться на стадії розробки.

## Вимоги та особливості
Для встановлення XAMPP необхідно завантажити всього один файл формату zip, tar або exe, а компоненти програми не вимагають настройки. Програма регулярно оновлюється, для включення до складу новітніх версій Apache / MySQL / PHP та Perl. Також XAMPP йде з безліччю інших модулів, включаючи OpenSSL та phpMyAdmin.
Для користувача інтерфейс програми настільки простий, що її називають «збіркою для ледачих» ( «lazy man's WAMP / LAMP installation»).
Установка XAMPP займає менше часу, ніж установка кожного компонента окремо. 
Цей web-сервер поширюється в повній, стандартній і мінімальній (відомої як XAMPP Lite) версіях. Всі додаткові модулі також доступні для скачування.
З додаткових можливостей можна відзначити, що сама компанія випускає пакети оновлення, які випускаються у вигляді zip, 7-zip, tar або exe, які дозволяють оновити всі компоненти з однієї версії збірки xampp на новішу.

## Встановлення та видалення на Windows
Найлегший спосіб встановити XAMPP — за допомогою інсталятора. Після установки XAMPP можна знайти в Пуск / Всі програми / XAMPP. Щоб запустити або вимкнути сервери використовується XAMPP Control Panel. 
Інший спосіб — установка без інсталятора. Скачайте і розпакуйте один з архівів 7-zip (33Mb) або zip (90Mb) в будь-яку папку. Папка, в якій знаходяться всі розпаковані файли повинна називатися XAMPP. Потім відкрийте цю папку та запустіть файл  «setup-xampp.bat». 
Сервери та служби можна запускати також за допомогою  «xampp-control.exe». 
При видаленні закрийте всі запущені сервери та служби XAMPP. Після цього просто видаліть папку XAMPP!
Якщо XAMPP був встановлений за допомогою інсталятора, тоді потрібно запустити програму видалення, яка видалить програму і записи в реєстрі, внесені інсталятором.

## Використання
Спочатку XAMPP створювався як інструмент для розробників, дозволяючи вебдизайнерам та програмістам тестувати свою роботу, не використовуючи Інтернет. Для спрощення роботи деякі можливості та налаштування безпеки відключені за замовчуванням, і в цілому XAMPP рекомендується до використання тільки в дуже дружньому оточенні. Однак XAMPP іноді використовується і у всесвітній павутині. Також програма підтримує створення і керування базами даних MySQL та SQLite. 
XAMPP можна використовувати для установки власної копії Вікіпедії на комп'ютер. 
Проблеми: 
- Необхідне налаштування MySql для коректної роботи з кодуванням Windows-1251

Вирішення проблеми: 
- В налаштуваннях MySQL у файлі 'my.ini' або my.cnf в секцію '[mysqld] додати рядок 'init_connect =' SET NAMES cp1251'
- Якщо немає адміністративних прав на сервер MySQL: при кожному зверненні до бази виконати 'SET NAMES cp1251'

Дізнатися поточне значення змінної сервера можна виконавши 'show variables like'% connect %''
У результаті повинно вийти так: 
```
[mysqld] 
default-character-set = cp1251 
init-connect = "set names cp1251" 
skip-character-set-client-handshake
```

## Альтернативи
Загальнодоступною альтернативою даній збірці є MAMP, де є безкоштовна версія. Проте, розмір збірки MAMP станом на 2022 рік був майже у 4 рази більший за XAMPP, додатково присутнє MAMP Cloud рішення на базі Dropbox.